# Honsem (plaats)
Honsem is een gehucht in de Belgische provincie Vlaams-Brabant. Het bevindt zich in het uiterste zuiden van Willebringen, een deelgemeente van Boutersem.

## Geschiedenis
Vlak voor de Tweede Wereldoorlog werd er in Honsem een kleine landingsbaan voor vliegtuigen aangelegd. Sinds 2021 staat er een "fantoomvliegtuig" om mensen aan dit verleden te herinneren.
Historisch behoorde de plaats Honsem steeds tot de gemeente Willebringen. In 1965 vond er een gemeentefusie plaats tussen Willebringen, Neervelp, Opvelp en Meldert. De nieuwe gemeente werd Honsem genoemd omdat het een centrale plaats tussen de vier kernen was. De gemeente Honsem werd reeds in 1977 opgeheven. Willebringen en het gehucht Honsem werden toen overgeheveld naar de nieuwe fusiegemeente Boutersem.